# Annette Birschel
Annette Birschel (* 1960 in Braunschweig) ist eine deutsche Journalistin.

## Leben
Birschel ist aufgewachsen in Bremen und hat Geschichte, Journalistik und Literaturwissenschaft in Hamburg und in den Vereinigten Staaten studiert.
Von 1988 bis 1990 hat sie bei der Zentralredaktion des Evangelischen Pressedienstes (epd) in Frankfurt am Main gearbeitet. Von 1991 bis 1995 war sie für den epd VN-Korrespondentin in Genf und seit 1996 ist sie unabhängige Journalistin für den epd und verschiedene ARD-Sender in den Niederlanden und Flandern. 
Von 2002 bis 2007 war sie auch Vorsitzender des Vereins der Ausländischen Presse in den Niederlanden (Buitenlandse Persvereniging in Nederland). Als bekannte Ausländerin kommentiert sie regelmäßig Ereignisse in Deutschland im niederländischen Fernsehen und Radio.
Sie war mit einem Niederländer verheiratet und lebt in Amsterdam.

## Wirken
Birschel hat drei Bücher über die Sitten und Gebräuche der Niederländer geschrieben:
- Do ist der Bahnhof - Nederland door Duitse ogen. Bert Bakker, Amsterdam 2008, ISBN 978-90-351-3205-4 (niederländisch).
- Waar zijn de bitterballen?: cultuurwijzer voor het Nederlandse leven. Bert Bakker, Amsterdam 2009, ISBN 978-90-351-3328-0 (niederländisch).
- Mordsgouda. Als Deutsche unter Holländern. Ullstein, Berlin 2011, ISBN 978-3-548-28201-5 (deutsch).